# Канкар

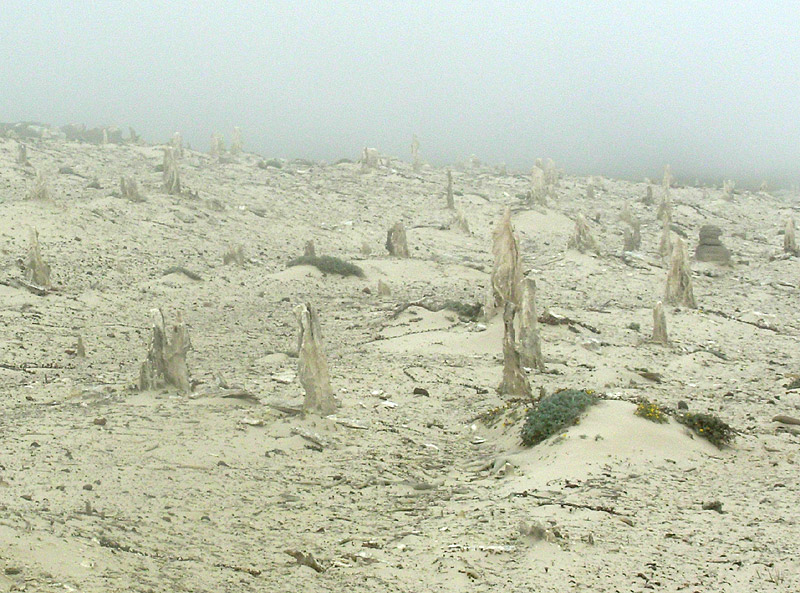
Каліче. Ісландія.

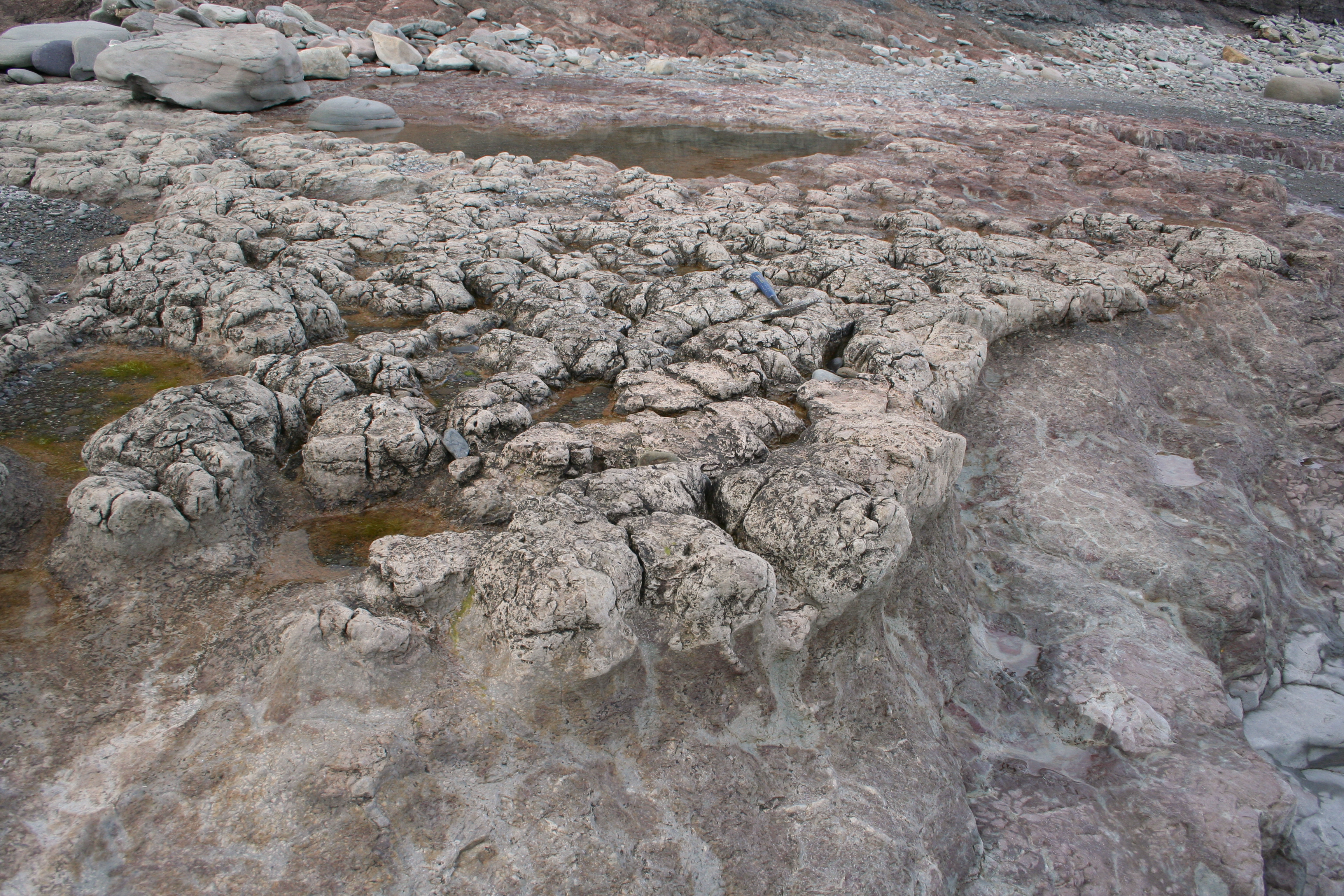
Дурікруст, Нова Шотландія, Канада)

Канкар або кункур (рос. канкар, англ. kankar, kunkur, нім. Kankar, Kunkur m) — це седиментологічний термін, що походить від гінді, іноді застосовуваний в Індії та Сполучених Штатах до уламкового або залишкового згорнутого, часто вузлуватого карбонату кальцію, що утворюється в ґрунтах напівпосушливих регіонів.

## Загальний опис
Щільний шар зцементованих конкрецій карбонату кальцію овальної форми. Зустрічаються в палеогідроморфних темних і червоно-бурих ґрунтах савани.
Він утворює листи на алювіальних рівнинах і може відбуватися у вигляді переривчастих ліній вузлуватого канкару або у вигляді затверділих шарів у стратиграфічних профілях, які частіше називають каліче, ортштейном або твердою кіркою.

## Інтернет-ресурси
- Informationen über Bodenzone Savanne